# وريد مهادي مخططي علوي
يبدأ الوريد المهادي المخططي العلوي (أو الوريد الطرفي) في الأخدود بين الجسم المخطط والمهاد، ويرتبط به عدة أوردة من كلا الجزئين، ويتوحد خلف قبو (تشريح عصبي) مع الأوردة المشيموية لتكوين الأوردة المخية الغائرة.